# Japanische Rossstirn
Die Japanische Rossstirn (jap. 馬面, Bamen, dt. „Pferdemaske“) ist ein Teil (Rossstirn) des japanischen Rossharnisches.

## Beschreibung
Die Japanische Rossstirn besteht aus verschiedenen Materialien. Es gibt unterschiedliche Versionen, die entweder zum Kampf, oder zum Gebrauch bei Paraden eingesetzt werden. Die Kampfversionen bestehen in der Regel aus Eisen (siehe Weblink Nr. 2). Sie ist einfach gestaltet und schützt die gesamte Vorderseite sowie einen Teil der Seite des Pferdekopfes. Die anderen Versionen sind meist aus Holz, Leder und Pappmaché hergestellt. Sie dienen der Ausschmückung des Pferdes und des Panzers und sind eher dazu gedacht den Feind abzuschrecken als dem Schutz des Pferdes. Meist sind die Masken in der Form eines stilisierten Drachenkopfes, der mit Lacken, Schnitzereien oder durch Metallauflagen (vergoldet oder versilbert) verziert wird. Die Versionen unterscheiden sich durch das ausgewählte Objekt der Darstellung und durch die Verzierung.